# Echinodon

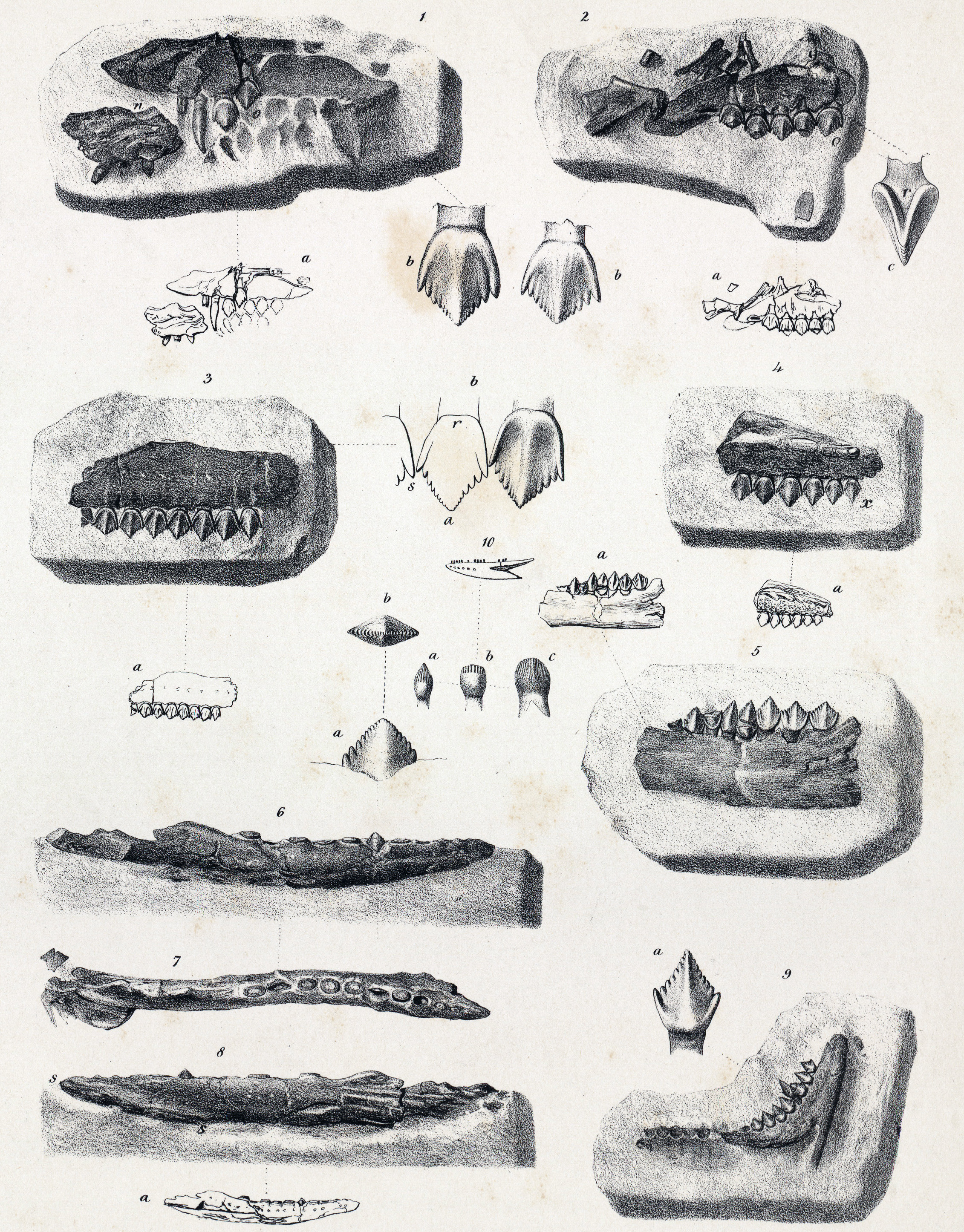
Rysunek fragmentu szczęki z zębami echinodona

Echinodon (Echinodon becklesii) – mały, roślinożerny lub wszystkożerny dinozaur z rodziny heterodontozaurów (Heterodontosauridae).
 
Inna nazwa – Sauraechinodon 

Znaczenie jego nazwy – kolczasty ząb (gr. echino = spiczasty, kłujący + odon = ząb).
Żył we wczesnej kredzie (ok. 145–142 mln lat temu) na terenach Europy. Długość ciała ok. 60 cm, wysokość ok. 15 cm, masa 1 – 2 kg. Jego szczątki znaleziono w Anglii (w hrabstwie Dorset, w pobliżu miejscowości Swanage). Był to jeden z najmniejszych dinozaurów.

## Klasyfikacja
Jedyny gatunek – E. becklesii został nazwany przez Richarda Owena, który wziął echinodona za jaszczurkę. Później uważano go za bazalnego tyreofora, z powodu uznania znalezionych ze szczątkami dinozaura płyt prehistorycznego żółwia za pochodzące właśnie od tego dinozaura. Sądzono także, że Echinodon jest prymitywnym dinozaurem ptasiomiednicznym – fabrozaurydem. Paul Sereno w 1991 roku uznał echinodona za przedstawiciela znanych głównie z wczesnej jury heterodontozaurydów. Jeżeli ta klasyfikacja jest prawidłowa, to mamy do czynienia z najmłodszym znanym przedstawicielem Heterodontosauridae, który przetrwał do wczesnej kredy. Inne, niepewne pozostałości heterodontozauryda pochodzą także z późnojurajskiej formacji Morrison (Stany Zjednoczone). David B. Norman i Paul M Barrett, którzy dokonali redeskrypcji rodzaju Echinodon w 2002 roku uznali za prawdziwą klasyfikację Paula Sereno. W 2006 roku, w związku z opisaniem rodzaju Yinlong, utworzono nowy klad dinozaurów – Heterodontosauriformes, który obejmuje Heterodontozaury i Marginocephalia (ceratopsy i pachycefalozaury). Odkrycie Yinlong stanowiło podstawę do odrzucenia hipotezy o archaiczności rodziny Heterodontosauridae, którą zaliczono do cerapodów (Ornitopody + Marginocefale). Według najnowszych badań Butler et al. (2007) i Butler et al. (2008) Heterodontosauridae są bazalnymi dinozaurami ptasiomiednicznymi, niewiele bardziej zaawansowanymi od późnotriasowego rodzaju Pisanosaurus.

## Paleobiologia
Echinodon różni się od większości dinozaurów ptasiomiednicznych posiadaniem jednego lub dwóch kłów w kości szczękowej. Podobne uzębienie występowało u heterodontozaurydów, z tą różnicą, że u nich kły znajdowały się nieco bardziej z przodu szczęk, na kości przedszczękowej. Heterodontozaurydy, chociaż należą do typowo roślinożernych Ornithischia, to być może były wszystkożerne. Świadczyć o tym miałoby właśnie uzębienie oraz budowa pazurów na kończynach przednich (są one zagięte, jak u drapieżników). Pazury mogły nadawać się też do kopania w ziemi w poszukiwaniu kłączy i bulw. Inna hipoteza traktuje o owadożerności heterodontozaurydów – pazury na kończynach mogły ułatwiać rozkopywanie gniazd owadów. Chociaż echinodon poruszał się prawdopodobnie głównie na tylnych kończynach, to podobnie jak inne heterodontozaurydy mógł też chodzić na wszystkich czterech.